# 杨宏礼
杨宏礼（1958年3月—）新疆玛纳斯人，中国人民解放军少将。

## 生平
1976年12月参军，历任新疆军区69007部队战士、化验员。其间，1979年9月到1981年7月，在中国人民解放军防化指挥工程学院防化专业学习。1978年9月加入中国共产党。1981年9月，升任新疆军区69007部队排长。1981年11月，任乌鲁木齐军区司令部防化部器材科正排职参谋。1983年5月，任该科副连职参谋。1985年5月，任该科正连职参谋。1986年1月，任新疆军区69081部队业务处正连职参谋。其间，1984年9月到1986年7月，在中国人民解放军防化指挥工程学院防化指挥专业学习。1986年12月，任中国人民解放军第21集团军68212部队10分队分队长。1987年6月，任新疆军区司令部防化处副营职参谋。1989年7月，任该处正营职参谋。1992年12月，任该处副团职参谋。
1993年12月，任新疆军区装备技术部修理处工化修理科科长。1997年1月，任新疆军区69081部队部队长（正团职）。其间，1995年8月到1997年12月在中共中央党校法律专业学习；1998年9月到2000年7月在首都师范大学政治工作专业研生课程班学习，获得在职研究生学历。2001年7月，任新疆军区装备部工化处处长。2003年10月，任新疆军区装备部车船工化处处长。
2007年12月，任博尔塔拉军分区司令员、党委副书记。2010年12月，任博尔塔拉蒙古自治州党委常委、军分区司令员。2012年12月，任宁夏军区副司令员、党委常委。2014年2月，任新疆生产建设兵团军事部部长、党委副书记。2014年11月，任新疆生产建设兵团党委常委，新疆生产建设兵团军事部部长、党委副书记。2016年卸任新疆生产建设兵团军事部部长、党委副书记职务。